# Saison 2016-2017 du Chartres Métropole Handball 28
Maillots
Chronologie
Saison 2015-2016 Saison 2017-2018
Dernière mise à jour : 20 novembre 2017.
La saison 2016-2017 du Chartres Métropole Handball 28 signe le retour en deuxième division, après une saison en première division.
L'équipe entraînée par Jérémy Roussel est favorite pour son retour en D2. Mais à la suite de résultats mitigés, les Chartrains ne peuvent obtenir mieux que la cinquième place de ProLigue, la dernière pour les play-offs. Après s'être hissé en finale contre Massy, le CMHB 28 la perd au nombre de buts marqués à l'extérieur et voit la montée lui échapper.
En Coupe de la Ligue, après avoir sorti le voisin Saran, promu en D1, en 16e de finale, Chartres tombe chez le Montpellier Handball au tour suivant. En Coupe de France, le CMHB 28 est éliminé dès son entrée chez Cesson Rennes.

## Avant-saison

### Objectif du club
Après une phase de préparation prometteuse, Chartres MHB28 attaque le championnat avec un effectif largement renouvelé et l’objectif de remonter immédiatement dans l’élite, en Starligue. Chartres ne se cache pas, il est un prétendant assumé à l'accession. Son budget, 3M d'euros, et son effectif en font un candidat naturel à la montée.

### Budget
Son budget, 3M d'euros, fait du CMHB 28 un candidat naturel à la montée.

### Transferts
Le demi-centre cristollien Sergio de la Salud paraphe un contrat de deux saisons après en avoir passé trois dans le Val de Marne. Attendues également, les arrivées des Mulhousiens Boris Becirovic et Eduardo Reig Guillen. Le premier, arrière gauche slovène de 29 ans connaît déjà Jérémy Roussel lorsqu’il évolue à Aix, tandis que le second, ailier gauche, termine meilleur buteur de Pro D2 pour sa première saison dans l’hexagone. Les deux renforts signent pour deux saisons. L’arrière droit chilien Rodrigo Salinas Muñoz arrive aussi avec son expérience de la LNH. Quatrième meilleur buteur du mondial qatari, le gaucher de 28 ans pose ses valises pour deux ans, une de plus que le gardien de but espagnol Yeray Lamariano, 33 ans, en provenance de Cangas, avec lequel il participe brièvement à la Coupe EHF.
Côté départs, Martin Gaillard reste à Limoges où il est prêté depuis six mois et est rejoint par Davor Čutura, en fin de contrat. Can Çelebi et Maxime Arvin-Berod quittent aussi Chartres au terme de leur engagement. Yohann Ploquin prend sa retraite, malgré encore deux années de contrat, comme Emeric Paillasson. N'entrant plus dans les plans du club et mit à disposition de l'équipe réserve, Alexander Pyshkin trouve un accord avec Tremblay début novembre.
Dans l'encadrement, l'ancien joueur professionnel, Yann Lemaire, est le nouvel entraîneur de la réserve chartraine. Il s’engage pour deux saisons et succède à Jérôme Delarue. Ce dernier, confirmé dans ses fonctions d’adjoint sur l’équipe première, conserve néanmoins la responsabilité du centre de formation.
| Nom                   | Poste          | Durée/Raison        | Provenance/Destination |
| --------------------- | -------------- | ------------------- | ---------------------- |
| Arrivées              |                |                     |                        |
| Boris Becirovic       | Arrière gauche | 2 ans               | Mulhouse               |
| Yannick Cham          | Arrière        | 2 ans               | CO Vernouillet         |
| Sergio de la Salud    | Demi-centre    | 2 ans               | Créteil                |
| Lars Hald             | Pivot          | 2 ans               | GO Gudme               |
| Yeray Lamariano       | Gardien        | 1 an                | Cangas                 |
| Eduardo Reig Guillen  | Ailier gauche  | 2 ans               | Mulhouse               |
| Rodrigo Salinas Muñoz | Arrière droit  | 2 ans               | HBC Nantes             |
| Renouvellements       |                |                     |                        |
| Nebojša Grahovac      | Gardien        | 3 ans               | -                      |
| Sergueï Koudinov      | Arrière        | 1 an                | -                      |
| Alric Monnier         | Arrière        | 2 ans               | -                      |
| Robin Molinié         | Arrière        | 2 ans               | -                      |
| Louis Prévost         | Gardien        | 1 an                | -                      |
| Départs               |                |                     |                        |
| Maxime Arvin-Berod    | Ailier         | fin contrat         | Valence Handball       |
| Can Çelebi            | Arrière droit  | fin contrat         | TVB 1898 Stuttgart     |
| Maxime Cherblanc      | Pivot          | fin de contrat      | CO Vernouillet         |
| Davor Čutura          | Demi-centre    | fin contrat         | Limoges Hand 87        |
| Martin Gaillard       | Ailier gauche  | transfert définitif | Limoges Hand 87        |
| Borut Oslak           | Demi-centre    | fin de contrat      | Hongrie                |
| Emeric Paillasson     | Arrière        | retraite            | -                      |
| Yohann Ploquin        | Gardien        | retraite            | -                      |
| Alexander Pyshkin     | Pivot          | transfert           | Tremblay FHB           |

## Compétitions

### Championnat
Grand favori pour remonter parmi l’élite, Chartres tombe dès la première journée, dominé 29 à 25 par Istres. Le début de la rencontre est à sens unique (5-0, 10e), les Chartrains déjouant et manquant leurs sept premiers tirs (11-4, 24e). Les Euréliens reprennent le dessus en inscrivant un 6-1 (19-12 puis 20-18, 43e). Mais, revenus à égalité (24-24, 51e), Chartres lâche la fin de match.
Une semaine après avoir surclassé Caen (36-25), Chartres va chercher son premier succès à l’extérieur (31-28) sur le parquet de Valence. Mais le CMHB28, qui fait la course en tête pendant quasiment tout le match, s’est fait des frayeurs en deuxième période. Attendu par une équipe drômoise repêchée en Proligue et à la recherche d'une première victoire, Chartres souffre un peu dans une salle où il ne s'était jamais imposé. Mais le CMHB28 finit par rafler la mise logiquement, tant les joueurs de Roussel semblent supérieurs sur la rencontre.
Au terme de la 4e journée, les joueurs de Jérémy Roussel confirment contre Nancy (29-22). Les 13 pertes de balles des Nancéiens aidant, le CMHB peut compter sur un Kieffer en réussite (7 buts) et les quelques arrêts de Lamariano font le reste. Les Chartrains sont à deux points de Tremblay.
Longtemps accroché par Saint-Gratien lors du cinquième match, Chartres aligne une quatrième victoire de rang en championnat. Un résultat plutôt logique face à une équipe promue. Mais le score, assez large (29-35), ne dit pas la difficulté que le CMHB28 éprouve pour se sortir du piège. Il doit en effet attendre les dix dernières minutes pour faire la différence.
Pour la sixième journée, Chartres s'inclinent à domicile face au Pontault-Combault Handball, qui se place deuxième au classement derrière Tremblay. Malgré avoir été menés en première période, les Ponto-Combalusiens reviennent après un bon retour de vestiaire. En effet, la première mi-temps est clairement aux locaux qui dominent leur sujet. Ils maintiennent leur avantage pour virer en tête à la pause (14-11). Mais Pontault change de rythme pour prendre les commandes (14-15, 35e). Cela suffit pour continuer en tête jusqu’à la fin de match, dans laquelle les Franciliens accentuent leur écart pour l’emporter (24-27).
Cinq jours après sa défaite contre Pontault, le CMHB28 ne réussit pas à relever la tête et s’incline à Dijon (30-28). Déjà son troisième faux pas cette saison, alors qu'ils espèrent se relancer, afin de rester dans la roue des leaders. Après sept journées, le CMHB28 accuse déjà six longueurs de retard sur Tremblay, qu'on annonce comme son grand rival pour la montée.
Chez le Limoges Hand 87, Chartres se reprend en allant s'imposer (24-25). Jamais sur un écart fleuve, le plus souvent un ou deux buts, mais suffisant pour que le CMH 28 dicte sa loi.
Lors de la dixième journée, Chartres fait tomber Tremblay (25-23). Les protégés de Jérémy Roussel créent la sensation en reversant la tendance et en faisant tomber l’ogre tremblaysien pour la deuxième fois de la saison. En première mi-temps, les Franciliens sont au-dessus et ne laissent pas beaucoup de chances à leur adversaire pour revenir. Ils rentrent au vestiaire avec une avance de six buts (8-14). Avec un tel écart, personne n’attend le retour de Chartres, jusqu’à la 44e minute où les deux équipes se retrouvent à égalité (17-17, 44e). Les joueurs du CMHB 28 prennent le pas pour faire monter l’écart jusqu’à 4 buts à six minutes du terme (24-20, 54e). Tremblay n’encaisse qu’un seul but après cela mais Grahovac est aussi intraitable dans son but.
Besançon fait sa rentrée 2017 avec la réception de Chartres pour un match capital dans l’optique du maintien. Après un début de rencontre des plus laborieux, les Francs-Comtois trouvent les ressources nécessaires pour venir à bout de Chartres (29-27).
Début mars, le CMHB28 signe sa plus large victoire de la saison en surclassant Valence (34-20). Alors qu'ils avaient tenu Chartres en respect pendant vingt-cinq minutes (13-13), les Valentinois encaissent un 11-0 à cheval sur les deux-mi-temps et restent presque 17 minutes sans inscrire le moindre but. En l'emportant 34-20 face à l'avant-dernier du championnat, Chartres est quasiment assuré sa place en play-offs, puisque Billère chute de nouveau dans le même temps. La troupe de Roussel compte désormais cinq points d'avance sur la formation du Béarn.
Après sept matches sans défaite, les Chartrains chutent le 8 avril à Massy, et restent donc cinquièmes au classement. Déjà battu par Massy à l'aller (23-22), Chartres souffre où il est mené de bout en bout, avec un écart oscillant entre cinq et neuf buts à cause de Vladimir Perisic, le gardien serbe du MEHB. À la pause, Massy mène de sept buts (15-8), un écart qui est même monté à neuf unités à la reprise (17-8). Les Chartrains limite un peu la casse par la suite, en profitant notamment des pertes de balles adverses, mais ils ont tout de même terminé assez loin (30-24). Trente buts, c'est leur plus gros total encaissé cette année.
En déplacement à Cherbourg pour la vingt-cinquième et avant dernière journée, Chartres l'emporte (27-31) et obtient le dernier point qu’il lui manquait pour assurer sa place aux play-offs.
En demi-finale de play-off, Chartres affronte le second Pontault-Combault. Le CMHB 28 Chartres se qualifie pour la finale de Proligue en s’imposant à l'extérieur (31-32), confortant ainsi son avance de l’aller (26-25). Trois jours après un duel très équilibré finalement remporté par les Chartrains, la demi-finale retour est à couteaux tirés jusque dans les derniers instants. « Cela a été chaud tout le match, ça se joue à pas grand chose » confit Jérémy Roussel à l’issue de la rencontre. Les Euréliens affrontent Massy pour la dernière place en lice pour la Starligue.
À l’issue de la première manche de la finale des play-offs de Proligue, Chartres possède un avantage de deux buts, acquis sur son terrain (28-26). Au retour, les Chartrains s'inclinent d'autant mais en marquant moins (26-24). Massy est promu en Division 1 selon la règle du nombre de buts marqués à l'extérieur (26 contre 24).

#### Classement final et statistiques
Le Chartres MHB 28 termine le championnat à la cinquième place avec 14 victoires, 4 matchs nuls et 8 défaites. Le club chartrain fait partie des quatre clubs participant aux play-offs. Une victoire rapportant deux points et un match nul un point, le CMHB totalise 32 points soit six de plus que Limoges (6e).
Les Chartrains possèdent la meilleure attaque du championnat avec 724 buts marqués, la cinquième défense en encaissant que 667 buts, et la quatrième différence de buts.
Extrait du classement de D2 2016-2017
|   | Équipe                          | Pts | J  | G  | N | P  | Bp  | Bc  | Diff |
| - | ------------------------------- | --- | -- | -- | - | -- | --- | --- | ---- |
| 1 | Tremblay-en-France Handball (R) | 48  | 26 | 24 | 0 | 2  | 818 | 638 | 180  |
| 2 | Pontault-Combault Handball      | 39  | 26 | 18 | 3 | 5  | 719 | 660 | 59   |
| 3 | Istres Provence HB              | 37  | 26 | 17 | 3 | 6  | 697 | 642 | 55   |
| 4 | Massy Essonne Handball          | 35  | 26 | 17 | 1 | 8  | 712 | 645 | 67   |
| 5 | Chartres MHB 28 (R)             | 32  | 26 | 14 | 4 | 8  | 724 | 667 | 57   |
| 6 | Limoges Hand 87                 | 26  | 26 | 12 | 2 | 12 | 691 | 688 | 3    |

Play-offs
|  | Demi-finales      | Demi-finales               | Demi-finales      | Demi-finales           |    |                 | Finale           | Finale           | Finale           | Finale           |
|  |                   |                            |                   |                        |    |                 |                  |                  |                  |                  |
|  | 23 et 26 mai 2017 | 23 et 26 mai 2017          | 23 et 26 mai 2017 | 23 et 26 mai 2017      |    |                 | 30 mai et 2 juin | 30 mai et 2 juin | 30 mai et 2 juin | 30 mai et 2 juin |
|  | 5e                | Chartres MHB 28            | 26                | 32                     |    |                 | 30 mai et 2 juin | 30 mai et 2 juin | 30 mai et 2 juin | 30 mai et 2 juin |
|  | 5e                | Chartres MHB 28            | 26                | 32                     |    |                 | 30 mai et 2 juin | 30 mai et 2 juin | 30 mai et 2 juin | 30 mai et 2 juin |
|  | 2e                | Pontault-Combault Handball | 25                | 31                     |    |                 | 30 mai et 2 juin | 30 mai et 2 juin | 30 mai et 2 juin | 30 mai et 2 juin |
|  | 2e                | Pontault-Combault Handball | 25                | 31                     | 5e | Chartres MHB 28 | 28               | 24               |                  |                  |
|  | 23 et 26 mai 2017 |                            |                   |                        | 5e | Chartres MHB 28 | 28               | 24               |                  |                  |
|  |                   |                            | 4e                | Massy Essonne Handball | 26 | 26              |                  |                  |                  |                  |
|  | 4e                | Massy Essonne Handball     | 4e                | Massy Essonne Handball | 26 | 26              | 26               | 26               |                  |                  |
|  | 4e                | Massy Essonne Handball     |                   |                        |    |                 |                  | 26               |                  |                  |
|  | 3e                | Istres Provence HB         | 21                | 30                     |    |                 |                  |                  |                  |                  |
|  | 3e                | Istres Provence HB         | 21                | 30                     |    |                 |                  |                  |                  |                  |

Le Massy Essonne Handball est promu en Division 1 aux dépens du Chartres Métropole Handball 28 selon la règle du nombre de buts marqués à l'extérieur (26 contre 24).

### Coupe de France
| Tour          | Date             | Match                            | Score |
| ------------- | ---------------- | -------------------------------- | ----- |
| 16e de finale | 18 décembre 2016 | CMHB 28 - Cesson Rennes MHB (D1) | 22-24 |

### Coupe de la Ligue
Une semaine après leur entrée ratée en championnat à Istres, les joueurs de Jérémy Roussel s’offrent le voisin Saran, en 16e de finale de la Coupe de la Ligue. Vainqueurs 30-27 au bout d'un match parfois décousu et dévolu au jeu sur grand espace, le CMHB28 valide son billet. Même si cette compétition n'est pas une priorité, Chartres fait le plus souvent la course en tête, en s'appuyant sur une défense bien en place.
| Tour          | Date              | Match                               | Score |
| ------------- | ----------------- | ----------------------------------- | ----- |
| 16e de finale | 14 septembre 2016 | CMHB 28 - USM Saran (D1)            | 30-27 |
| 8e de finale  | 29 octobre 2016   | Montpellier Handball (D1) - CMHB 28 | 32-26 |

## Joueurs et encadrement technique

### Encadrement technique

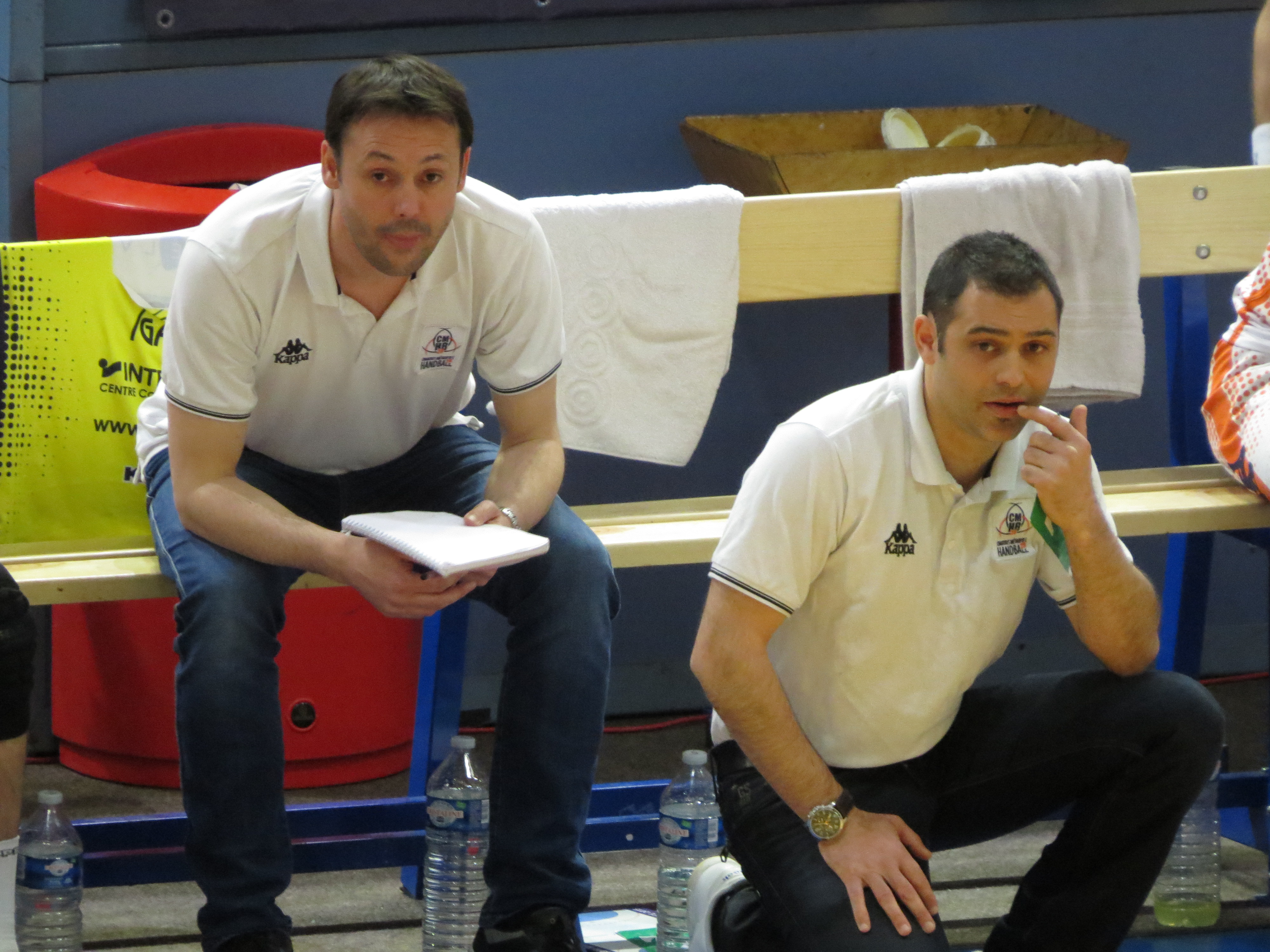
Delarue (à g.) conforte son rôle d'adjoint de Roussel (à d.).

Après une saison 2015-2016 sur un rythme démentiel, entre la D1 le mercredi et la N2 le samedi, Jérôme Delarue continue d'assister Jérémy Roussel sur l'équipe professionnelle, tout en chapeautant le centre de formation, mais il abandonne le coaching de l'équipe réserve. Cette mission est confiée à un homme fraîchement recruté : Yann Lemaire. Celui-ci travaille donc avec Delarue, mais aussi Frédéric Salmon, le responsable du pole espoirs, toujours membre du staff de la réserve. « L'objectif sera de maintenir le niveau de jeu et, évidemment, de faire de la formation », détaille le nouveau technicien.

## Autres équipes

### Équipe réserve
L'entraîneur Yann Lemaire, également coach du centre de formation, admet que l'équipe réserve a un triple objectif : « amener les jeunes vers l'excellence, qu'ils suivent un bon parcours scolaire et maintenir l'équipe en Nationale 2, un niveau adéquat pour progresser ». Pour la saison 2016-2017, la réserve du CMHB28 obtient la 4e place de la poule 2. Le premier objectif de l'équipe 2 chartraine est de faire progresser ses jeunes, pour les amener vers le plus haut niveau. En ce sens, la saison est réussie : William Benezit signe un contrat professionnel en équipe fanion et Gaël Tribillon rejoint Toulouse en élite. Enfin, Lucas Pétraud fait désormais partie du centre de formation de Nantes.